# Alberto Marconato
Alberto Marconato (Treviso, 8 dicembre 1988) è un rugbista a 15 italiano, che milita come tre quarti centro nell'Udine.

## Biografia
Alberto cresce nelle giovanili della Benetton Rugby Treviso. Nel 2008 partecipa al Sei Nazioni Under 20 e ai Mondiali Under 20 in Galles.